# تویچی سوزوکی
تویچی سوزوکی (انگلیسی: Toichi Suzuki؛ زادهٔ ۳۰ مهٔ ۲۰۰۰) بازیکن فوتبال اهل ژاپن است.
از باشگاه‌هایی که در آن بازی کرده‌است می‌توان به باشگاه فوتبال سرزو اوساکا اشاره کرد.
وی همچنین در تیم‌های ملی فوتبال زیر ۱۷ سال ژاپن، و زیر ۲۰ سال ژاپن بازی کرده‌است.